# Boca Raton
Pour les articles homonymes, voir Boca et Raton.
Boca Raton (en anglais [ˈboʊkə rəˈtoʊn] ; en espagnol Boca Ratón, prononcé [ˈboka raˈton]) est une ville située en Floride, dans le comté de Palm Beach, aux États-Unis. Sa population s’élevait à 84 394 habitants lors du recensement de 2010, estimée à 98 150 habitants en 2017. Située à mi-chemin entre Fort Lauderdale et West Palm Beach, cette station balnéaire accueille une clientèle fortunée.

## Histoire
Ce furent des Amérindiens de l'ère préhistorique qui furent les premiers à découvrir les attraits naturels de la région et à y établir des villages à proximité des lagunes et marais côtiers. La venue des Européens, à la fin du XVIIIe siècle, entraîna la disparition de la population autochtone, décimée par des maladies d'origine étrangère et les esclavagistes britanniques. Pendant un siècle, la région demeure largement inexplorée, les récifs du littoral formant un obstacle naturel à la navigation. Puis, vers la fin du XIXe siècle, des pionniers commencèrent à s'aventurer dans ces vastes étendues subtropicales. En 1884, le capitaine Tom Rickards acheta 20 ha de terrain au bord d'un lac alors nommé Boca Ratone, et quelques années plus tard, décida d'y installer une exploitation agricole. Secondé par son fils, il se bâtit une maison, puis, aidé de travailleurs noirs, défricha ses terres pour y planter des agrumes et des ananas. Engagé par la Florida East Coast Railway comme arpenteur et promoteur immobilier, Rickards traça les plans d'une communauté agricole : Boca Raton, et en vanta les atouts auprès d'éventuels acheteurs.
Le nom de Boca Raton vient de l'espagnol et signifie littéralement « la bouche de la souris ». Le terme espagnol boca (bouche) était utilisé pour décrire une baie ou une embouchure, alors que ratón (littéralement, la souris) était employé par les marins espagnols pour décrire des rochers qui pouvaient endommager les amarres d'un bateau, ou pour désigner un lâche,. Le nom de Boca Ratones apparaît à l'origine sur des cartes du XVIIIe siècle pour désigner une ouverture dans la baie de Biscayne près de Miami. Au début du XIXe siècle, l'appellation a, par erreur, été déplacée au nord de sa position actuelle sur la plupart des cartes et appliquée au lac Boca Raton, dont le débouché sur la mer était alors refermé.
La fondation de la ville remonte officiellement à 1925, celle-ci est devenue la 23e ville la plus peuplée de Floride et la seconde du comté de Palm Beach. Au dernier recensement, datant de 2020, la ville comptait environ 97 422 habitants.

## Géographie
Boca Raton est située à un peu moins de 50 miles (80 km) au nord de Miami. D'une surface d'environ 30 miles (48 km2), elle longe la côte Atlantique sur 5 miles (8 km). La ville est plutôt séparée en deux zones, d'est en ouest. La partie Est est celle qui est plutôt prisée par les touristes et ressemble à beaucoup de villes balnéaires floridiennes, alors que la partie Ouest est plutôt résidentielle et familiale. Boca Raton a plutôt l'image d'une ville bourgeoise, voire élitiste, de Floride. En effet, la criminalité y est plus basse que dans d'autres villes floridiennes, et la population est globalement plutôt âgée, avec une moyenne d'âge de 42 ans.
Ville réputée pour ses golfs très nombreux, ses écoles de tennis de réputation mondiale, ainsi que pour son club de polo. Jouissant d'un climat subtropical caractérisant le sud de la Floride, Boca Raton voit chaque année affluer un nombre important d'habitants saisonniers venant du Nord des États-Unis ainsi que du Canada durant les longs mois d'hiver. De plus, bon nombre d'Américains aisés viennent y vivre leur retraite au soleil.

## Économie
Dans les années 1970, Boca Raton fut une ville pionnière du développement des technologies informatiques, berceau du premier ordinateur personnel de la société IBM (IBM PC).
La maison-mère du spécialiste de la distribution de fournitures de bureau Office Depot y est installée.
Volvo Aero, filiale aéronautique du groupe suédois Volvo, y dispose d'une unité de production. Digital Bridge y a son siège.

## Transports
Boca Raton possède un aéroport (Boca Raton Airport, code AITA : BCT).

## Démographie
| Groupe            | Boca Raton | Floride | États-Unis |
| ----------------- | ---------- | ------- | ---------- |
| Blancs            | 88,5       | 75,0    | 72,4       |
| Afro-Américains   | 5,2        | 16,0    | 12,6       |
| Asiatiques        | 2,4        | 2,4     | 4,8        |
| Autres            | 2,0        | 3,6     | 6,2        |
| Métis             | 1,7        | 2,5     | 2,9        |
| Amérindiens       | 0,2        | 0,4     | 0,9        |
| Total             | 100        | 100     | 100        |
|                   |            |         |            |
| Latino-Américains | 11,9       | 22,5    | 17,37      |

Selon l’American Community Survey, pour la période 2011-2015, 75,82 % de la population âgée de plus de 5 ans déclare parler l'anglais à la maison, 11,19 % déclare parler l'espagnol, 2,13% le portugais, 1,56 % un créole français, 1,03 % le français, 0,90 % l'italien, 0,84 % l'allemand, 0,72 % une langue chinoise, 0,63 % le russe, 0,51 % l'arabe et 4,67 % une autre langue.
| 1930 | 1940 | 1950 | 1960  | 1970   | 1980   |
| ---- | ---- | ---- | ----- | ------ | ------ |
| 447  | 723  | 992  | 6 961 | 28 506 | 49 447 |

| 1990   | 2000   | 2010   | 2020   | - | - |
| ------ | ------ | ------ | ------ | - | - |
| 61 492 | 74 764 | 84 392 | 97 422 | - | - |

## Habitat

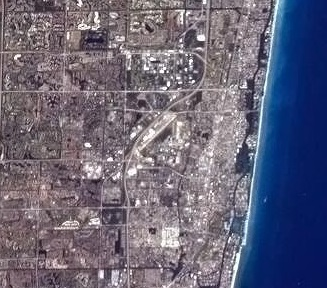
Boca Raton vue depuis l'ISS en 2013.

Bâtie autour d'un centre-ville un peu à l'européenne, la ville s'est largement étendue au travers de « communautés », qui ne sont autres que des zones pavillonnaires entourées, fermées, et souvent gardées 24 h/24. Parfois celles-ci se trouvent directement sur des golfs, par exemple la communauté de Boca Greens. Ces gated communities ont été largement construites sur d'anciens marécages assainis et sont au nombre de plusieurs dizaines ; elles sont de toutes tailles et comprennent généralement ce qu'on appelle des recreation centers, qui sont des centres de loisirs privés avec piscine, tennis, fitness, etc.

## Collèges et universités
- Florida Atlantic University,
- Palm Beach State College (en)
- Université Lynn
- Digital Media Arts College (en)